# Jucielen Romeu
Jucielen Cerqueira Romeu (Rio Claro, 13 de abril de 1996) é uma boxeadora brasileira.

## Biografia e carreira
Jucielen competiu nos Jogos Pan-Americanos de 2019, realizados em Lima, no Peru, onde conquistou a medalha de prata em sua categoria após ser derrotada na final pela argentina Leonela Sánchez. Ela representou o Brasil no peso pena feminino nos Jogos Olímpicos de Verão de 2020, realizados em Tóquio, no Japão, onde foi eliminada nas oitavas de final após perder para a britânica Kariss Arstingston. Nos Jogos Pan-Americanos de 2023, realizados em Santiago, Chile, faturou a medalha de ouro após derrotar a colombiana Valeria Mendoza na final por 5 a 0.

## Principais conquistas
Jogos Pan-Americanos
- Prata – até 57 kg feminino (Lima 2019)
- Ouro – até 57 kg feminino (Santiago 2023)